# پیمان ابدی
پیمان جلالی ابدی (۱۱ آبان ۱۳۵۱ – ۱۶ اردیبهشت ۱۳۸۸) بدل‌کار، کارگردان و طراح صحنه‌های اکشن و قهرمان ورزشی اهل ایران در آلمان و قهرمان شیرجه و پرش طی چندین دوره در اروپا و آلمان بود که پس از دوره آموزشی در شرکت اکشن کانسپت، کمپانی طراحی جلوه‌های ویژه میدانی و طراح صحنه‌های اکشن فیلم‌سازی در آلمان به خاطر فعالیت در مجموعهٔ هشدار برای کبرا ۱۱ به شهرت رسید.
ابدی تا مقطع پیش دکترا در رشته روان‌شناسی ورزش در آلمان تحصیل کرده بود. همچنین او به پنج زبان دنیا تسلط داشت. او اوایل سال ۱۳۸۵ همراه با دستیار اولش علیرضا قره‌خانی به ایران آمد و اتفاقی با پیشنهادهای کاری در ایران ماندگار شد. ابدی در آلمان رکورد پرش آزاد از ساختمان بلند دارد که در رکوردهای گینس ثبت شده است. وی پس از حضور در ویژه برنامه بدلکاران در نوروز سال ۸۵ طی پانزده روز با حضور ایرج نوذری و توضیح در مورد کار و فعالیت‌هایش به شهرت عمومی در ایران دست یافت. در ایران اولین مدرسه آموزش بدل‌کاری و طراحی اکشن و جلوه‌های ویژه میدانی نمایشی را تأسیس کرد. وی اولین بانجی جامپینگ ایران را در توچال تأسیس کرد. به علت سهل انگاری‌های پیش آمده در حفظ ایمنی کار و امکانات سطحی در تدارکات یک پروژه فیلمسازی، وی در ۱۶ اردیبهشت ۱۳۸۸ در حین ایفای نقش بدل‌کاری و بعد از سه سال بازگشتن از آلمان به کشور در فیلم ردپایی در جاده که بعد به چشم‌های نامحسوس تغییر یافت بر اثر حادثه از دنیا رفت. پیمان ابدی بیش از چهل نفر شاگرد را آموزش داد. از جمله شاگردان او ارشا اقدسی بود که وی نیز در  سانحه ی یک پروژه فیلم برداری در بیروت لبنان درگذشت.

## زندگی
پیمان جلالی ابدی، زادهٔ ۱۱ آبان ۱۳۵۱ در محلهٔ یوسف‌آباد تهران بود. او در ۶ سالگی به ورزش اسکی پرداخت و در ۱۲ سالگی برای ادامه تحصیل به آلمان و شهر کلن سفر کرد. پیمان ابدی طراح و کارگردان صحنه‌های اکشن بود. وی همچنین به پنج زبان انگلیسی، آلمانی، اسپانیایی، ایتالیایی و فارسی تسلط داشت.
رشته تخصصی ورزشی او شیرجه (Diving) بود. او در مسابقات قهرمانی جهان، قهرمانی اروپا و قهرمانی آلمان، روی‌هم رفته ۳۷ مدال کسب نمود و به خاطر شیرجه بی‌همتایش در فرانکفورت، موفق به ثبت نام خود در رکوردهای گینس گردید.
او عضو تیم Action concept (یکی از ۴ تیم برتر اکشن جهان) بود و با طراحی و اجرای صحنه‌های اکشن در پروژه‌های پـُرآوازه‌ای مانند هشدار برای کبرا ۱۱، پلیس‌های موتورسوار، ۱۰۰ درجه، دلقک، و فرشتگان وحشی، مهارت‌های علمی و فنی خود را به نمایش گذاشت.
پیمان ابدی در سال ۱۳۸۵ به ایران بازگشت و یک آموزشگاه حرفه‌ای اکشن تأسیس نمود. وی در ۲۰ آذر ۱۳۸۶ با ساناز نوروززاده ازدواج کرد.
ابدی در یک پروژه قصد راپل از برج میلاد را داشت و هزینه پشتیبانی مالی کار را می‌خواست صرف امور خیر و کار عام‌المنفعه برای کودکان مبتلا بر سرطان و ایجاد باشگاه‌های جدید برای کودکان کار کند ولی دو روز قبل از این پروژه از دنیا رفت.

## درگذشت

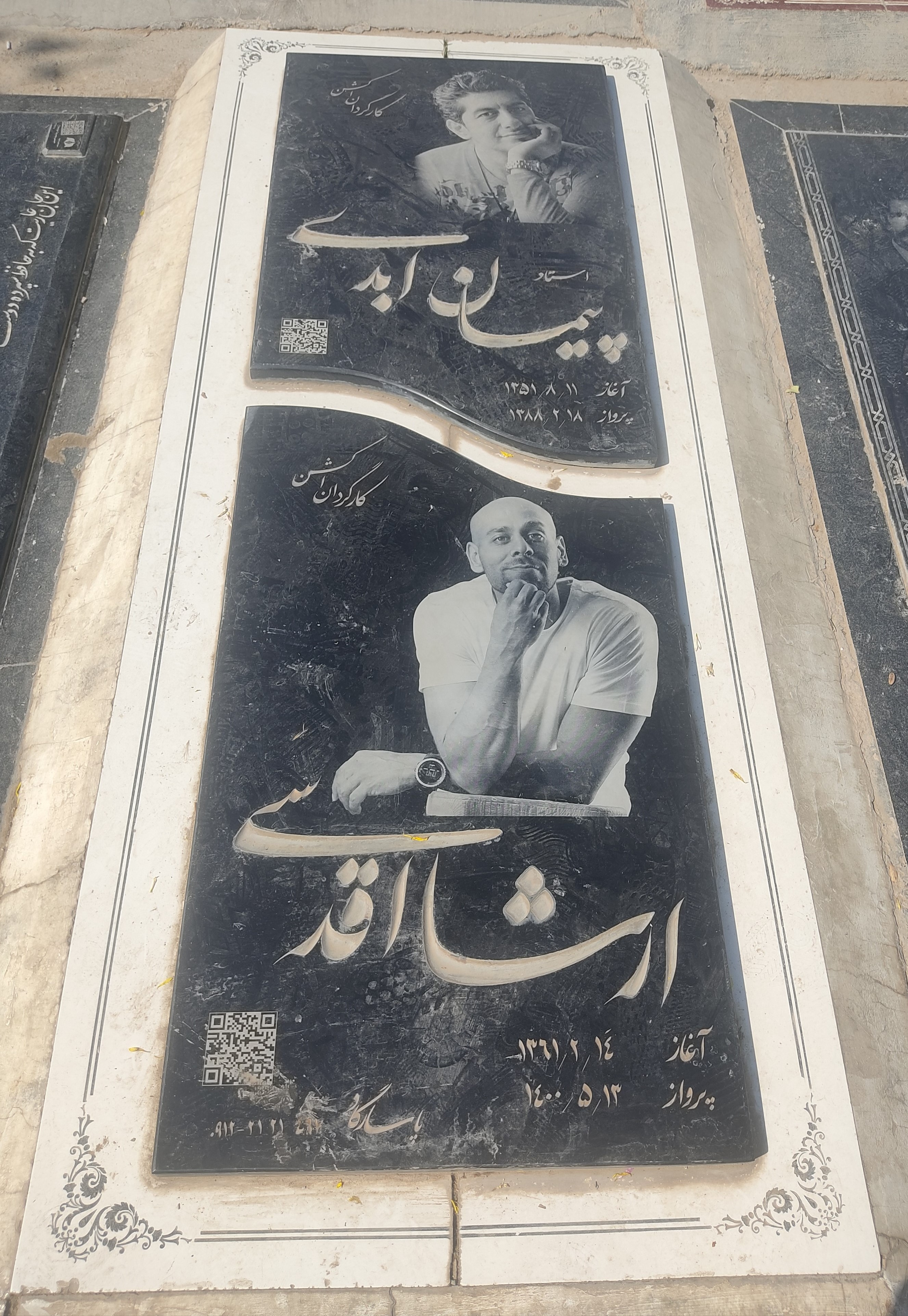
قبر پیمان ابدی در قطعه هنرمندان بهشت زهرا

او در بعد از ظهر روز چهارشنبه ۱۶ اردیبهشت ۱۳۸۸ در حین اجرای یک صحنه اکشن، در تله‌فیلم چشم‌های نامحسوس به کارگردانی محسن موسویان به علت سهل انگاری در ملاحظات ایمنی کار و عدم دقت لازم به جوانب امنیت عملیات بدل‌کاری بر اثر برخورد شدید با اتوبوس و گیر افتادن مجروح شد. بعد از چندین دقیقه جرثقیل اتوبوس را از روی او بلندکرد. در لحظات اولیه با تنفس مصنوعی چندین بار تنفسش برگشت ولی به علت عدم حضور اورژانس در صحنه و فقدان امکانات پزشکی اعم از شوک و اکسیژن و تزریق خون و دیر رسیدن به بیمارستان وی از دنیا رفت و پیکرش به پاسگاه کن سولقان برده شد.
روز قبل آن اتوبوس به دلیل برخوردهای شدید به کوه و صخره‌ها دچار اختلال هدایت‌پذیری شده بود و فردا زیر بارش تگرگ شدید عوامل فیلم دچار عجله بودند و وقتی برای ادامه فیلم‌برداری سکانس کار آغاز شد این موضوع بررسی نشده بود. با همان حال اتوبوس معیوب توسط ابدی به راه افتاد و برای افتادن به دره سرعت گرفت و در یک خطای محاسباتی اتوبوس معیوب هفت تنی می‌بایست بعد از طی مسافتی به طرف چپ می‌پیچید و به دره می‌افتاد و در این حین  ابدی از سمت کابین راننده بیرون می‌پرید. به علت اختلال فرمان‌پذیری اتوبوس زمانی که ابدی دست از فرمان برداشت تا به بیرون بپرد محور چرخ جلو به طرفش پیچید و اتوبوس به وی برخورد و موجب گیر افتادن و جراحت وی و سپس به علت نبودن اورژانس و فقدان امداد پزشکی با امکانات مقتضی سبب از دنیا رفتن او شد. شواهد فیلم نشان داده ابدی در ابتدای صحنه حادثه و تا حدودی بعد از آن علائم تنفسی داشت. در چیست و چرایی علل ساخت یک تله‌فیلم با سکانس‌های اکشن گسترده و پیچیده توسط کارگردان و تهیه‌کننده بی‌تجربه در این زمینه و فیلم‌نامه عجیب که اتوبوس را به دره‌ای در جاده کن سولقان برده هنوز ابهامات زیادی باقی مانده.

پیمان ابدی و در حال انجام عملیات بدل‌کاری در راه بی‌پایان. ۱۳۸۵

## فیلم‌شناسی

### فیلم‌ها
- مجنون لیلی
- بختک
- قرنطینه
- ریسمان باز (۱۳۸۶)
- مخمصه (۱۳۸۶)
- کلانتری غیرانتفاعی (۱۳۸۷)
- سایه وحشت (۱۳۸۷)
- صندلی خالی (۱۳۸۷)
- پستچی سه بار در نمی‌زند (۱۳۸۷)
- باغ قرمز (۱۳۸۸)
- چشم‌های نامحسوس (۱۳۸۸)

### مجموعه‌های تلویزیونی
- هوش سیاه
- راه بی‌پایان (۱۳۸۵)
- خواب‌زده
- میوه ممنوعه
- عملیات ۱۲۵
- ترانه مادری
- روز حسرت
- آینه‌های نشکن
- مرگ تدریجی یک رؤیا
- بدلکاران
- هشدار برای کبرا ۱۱

### فیلم‌های تلویزیونی
- تله فیلم خاطرات فردا[۳]